# Пьер де Марсан
Пьер де Марсан (фр. Pierre de Marsan; ум. 1163) — граф Бигора с 1129 года, виконт де Марсан. Сын Лупа II Анера, виконта де Марсан, и его не известной по имени жены.
После смерти отца (ок. 1120) унаследовал Марсан.
Женился на Беатрисе, дочери и наследнице Сантюля II Бигорского, и после смерти тестя вступил вместе с женой в управление графством.
Известен как основатель города (первоначально — бастиды) Мон-де-Марсан (1133 год), вскоре ставшего столицей виконтства, и аббатства Сен-Жан де ла Кастель (1140 год).
Покровительствовал ордену тамплиеров.
Умер в 1163 году (по некоторым данным — 14 сентября).

## Семья
Дети:
- Сантюль III (ум. 1178), граф Бигора
- Рубеа, жена Боэмона д’Астарак, сына Бернара I от его второй жены Лонгебруны.